# 怪奇大作战
《怪奇大作戰》（原題：怪奇大作戦）是由圓谷製作所拍攝，在TBS電視網於1968年9月15日至1969年3月9日期間，毎星期日19：00～19：30播出的特摄電視影集，全26集，日本首播當時為《超人七號》的接檔作品。
後於2004、2007、2013年，分別推出三次紀念性的翻拍版本。

## 概要
《怪奇大作战》描繪了挑戰現代社會發生的神秘科學犯罪的“SRI”（Science Research Institute，科學搜查研究所）成員們的苦鬥故事，每一次出現的超常現象，實際上都是人類一手造成的科學犯罪，因此SRI的任務就是調查這種案件。同時，在劇中也又對於社會議題產生疑問的沉重主題。雖然沒有出現怪獸、超人、超級武器，但它仍然是一部持續吸引大量特攝愛好者的作品。
其中，該作品不再像之前的節目《空想特攝系列》一樣出現怪獸和超武器，而是在作品融入到電影裡的特殊攝影，透過光學合成畫面特效，真實地表現科學犯罪的場景。當時TBS所支付的製作費用為每季13集為6900萬日圓(每一話共530萬日圓)。與空想特攝系列3部曲幾乎相同的破格性預算，同時在也聚集了高知名度的固定演出陣容與客串演員參與作品的演出。每集藉由陰森怪誕的襯托下，藉由描寫依靠科學技術的近未來殺人事件為主體。TBS方面認為由於不久之前的“妖怪熱潮”等出現的“人體融化”這類令人震驚的場景，有助以吸引客群的興趣傾向，倒不如將這樣的傾向作為新的機制,於是積極地向圓谷方面提案。
擔任本作劇本的上原正三表示，本作的劇情被要求具有犯罪成分和黑暗妄想能力的元素，金城哲夫在策劃時，曾以標題《科學恐怖系列：挑戰者（科学恐怖シリーズ チャレンジャー）》作為標題，以呈現濃厚的恐怖色彩。最終《怪奇大作战》平均收視率為22.0%，在當時是可以說是熱播節目，但因為未能達到贊助商武田藥品要求的收視條件，最後《怪奇大作战》沒有延長措施，同時繼《戰鬥吧！MJ萬能號》12月底播映完畢之後，節目訂單被完全切斷的圓谷製作公司，最終於1968年12月12日進行大規模裁員。

## 製作群
- 製片：守田康司、野口光一、淡豐昭、熊谷健、橋本洋二
- 監修：圓谷英二
- 音樂監督：山本直純
- 音樂：玉木宏樹
- 編劇：上原正三、金城哲夫、佐佐木守、若槻文三、市川森一、福田純、高橋辰雄、藤川桂介、田边虎男、石堂淑朗、山浦弘靖
- 導演：飯島敏宏、圆谷一、实相寺昭雄、鈴木俊繼、小林恒夫、安藤達己、長野卓、仲木繁夫、福田純、満田穧
- 特殊技術：的場徹、大木淳、高野宏一、佐川和夫
- 助理導演：山本正孝、難波誠一、石井竹彦、安藤達己、高橋五郎、岡村精、東條昭平、志村广
- 攝影：稻垣涌三、福沢康道、鈴木清、森喜弘、中町武
- 美術：岩崎致躬、池谷仙克、深田達郎、倉橋利韶
- 製作協力：京都映画（※僅第23、25集）
- 制作：圓谷製作、TBS
- 提供：武田藥品

## 主要角色與演員

### SRI（科學搜查研究所）
※當初列入考慮的演員名單中，尚有石立鉄男、高橋元太郎、高橋幸治、田村正和等人。 
- 的矢忠：原保美（香港tvb配音：鄧民祥）
- 牧史郎：岸田森
- 三澤京助：勝呂譽
- 野村洋：松山省二（第1～17、19～26集）
- 小川沙織：小橋玲子（第1～5、7～22、24～26集）

### 與SRI相關角色
- 町田大藏警部：小林昭二（第1、2、4～8、10～21、23～26集）
- 次郎：中島洋（第1～3、11集）

## 配音
※片中字幕均未列記。主要由「回音劇場」旗下的配音員擔任。
- 旁白：作間功（第1、2集）、明石一（第6～10、15集）
- 朝倉妮娜：菊地紘子（第6集）
- 藍血女：丸山裕子（第7集）
- 汽車音響的廣播聲：島田彰（第13集）
- 媒體記者群、走私捜査官、走私集團成員、警官：市川治（第17集）
- 戴草帽的漁夫：八代駿（第17集）
- 下泽警部補：辻村真人（第18集）
- 社内廣播：小泽香织（日语：小沢友誉）（第20集）

## 各集資料
| 播出日         | 集數 | 製作編號 | 各集標題                            | 編劇              | 導演       | 特殊技術 | 謎底             |
| -------------- | ---- | -------- | ----------------------------------- | ----------------- | ---------- | -------- | ---------------- |
| 1968年 9月15日 | 1    | 3        | 穿牆人 （壁ぬけ男）                 | 上原正三          | 飯島敏宏   | 的場徹   | 光學迷彩粉末     |
| 9月22日        | 2    | 1        | 食人蛾 （人喰い蛾）                 | 金城哲夫          | 円谷一     | 的場徹   | 食肉菌           |
| 9月29日        | 3    | 2        | 白色的臉 （白い顔）                 | 金城哲夫 上原正三 | 飯島敏宏   | 的場徹   | 大功率雷射槍     |
| 10月6日        | 4    | 4        | 恐怖電話 （恐怖の電話）             | 佐佐木守          | 実相寺昭雄 | 大木淳   | 空氣放電裝置     |
| 10月13日       | 5    | 5        | 死神搖籃曲 （死神の子守唄）         | 佐佐木守          | 実相寺昭雄 | 大木淳   | 伽瑪射線槍       |
| 10月20日       | 6    | 6        | 吸血地獄                            | 金城哲夫          | 円谷一     | 的場徹   | 未知疾病患者     |
| 10月27日       | 7    | 8        | 藍血女 （青い血の女）               | 若槻文三          | 鈴木俊継   | 高野宏一 | 殺人玩偶         |
| 11月3日        | 8    | 7        | 發光殺人魔 （光る通り魔）           | 上原正三 市川森一 | 円谷一     | 的場徹   | 燐光             |
| 11月10日       | 9    | 9        | 散步的頭顱 （散歩する首）           | 若槻文三          | 小林恒夫   | 大木淳   | 毛地黃屬植物     |
| 11月17日       | 10   | 11       | 死亡電波 （死を呼ぶ電波）           | 福田純            | 長野卓     | 的場徹   | 特製電視         |
| 11月24日       | 11   | 10       | 美洲豹的紅眼 （ジャガーの眼は赤い） | 高橋辰雄          | 小林恒夫   | 大木淳   | 全息立体投影装置 |
| 12月1日        | 12   | 13       | 霧中童話 （霧の童話）               | 上原正三          | 飯島敏宏   | 的場徹   | 精神錯亂氣體     |
| 12月8日        | 13   | 12       | 冰冷死刑台 （氷の死刑台）           | 若槻文三          | 安藤達己   | 高野宏一 | 冷凍冬眠技術     |
| 12月15日       | 14   | 14       | 晚安 （オヤスミナサイ）             | 藤川桂介          | 飯島敏宏   | 的場徹   | 睡眠學習装置     |
| 12月22日       | 15   | 15       | 第24年的復仇 （24年目の復讐）       | 上原正三          | 鈴木俊継   | 大木淳   | 人體潛能         |
| 12月29日       | 16   | 16       | 鐮鼬 （かまいたち）                 | 上原正三          | 長野卓     | 高野宏一 | 真空切割器       |
| 1969年 1月5日  | 17   | 17       | 夢幻死神 （幻の死神）               | 田辺虎男          | 仲木繁夫   | 的場徹   | 特製X光          |
| 1月12日        | 18   | 18       | 死者在低語 （死者がささやく）       | 若槻文三          | 仲木繁夫   | 的場徹   | 微型錄音機       |
| 1月19日        | 19   | 19       | 蝙蝠人 （こうもり男）               | 上原正三          | 安藤達己   | 大木淳   | 微型噴射器       |
| 1月26日        | 20   | 20       | 殺人迴路 （殺人路）                 | 市川森一 福田純   | 福田純     | 佐川和夫 | 3D視覺裝置       |
| 2月2日         | 21   | 22       | 美女與花粉 （美女と花粉）           | 石堂淑朗          | 長野卓     | 的場徹   | 稀有植物花粉     |
| 2月9日         | 22   | 21       | 無盡的狂奔 （果てしなき暴走）       | 市川森一          | 鈴木俊継   | 佐川和夫 | 精神錯亂氣體     |
| 2月16日        | 23   | 24       | 詛咒之壺 （呪いの壺）               | 石堂淑朗          | 実相寺昭雄 | 大木淳   | 放射能物質       |
| 2月23日        | 24   | 23       | 狂鬼人 （狂鬼人間） 【從缺】        | 山浦弘靖          | 満田穧     | 的場徹   | 腦波調整機       |
| 3月2日         | 25   | 25       | 買下京都 （京都買います）           | 佐佐木守          | 実相寺昭雄 | 大木淳   | 镉光束振荡器     |
| 3月9日         | 26   | 26       | 雪女 （ゆきおんな）                 | 藤川桂介          | 飯島敏宏   | 佐川和夫 | 雪女             |

## 第2集的不同版本
實際播出時的第2集「食人蛾」（人喰い蛾）原本是預定當作播映的首集，但在試片後被圓谷英二要求重拍，因此在拍攝了追加場景、重新剪接與處理合成畫面、更換部分配樂後造成進度延遲，只好變成第2集播出。
之後在LD「妖奇幻想スペシャル」的首批發行版本與LD-BOX中收錄時，均以「未放映版本」稱之。

## 第24集的從缺
1969年2月23日首播的第24集「狂鬼人」（狂鬼人間），起初能夠正常播出，但在1974年，由於朝日電視台時代劇《新·荒野素浪人》中的一句對白“那不就是個瘋子嗎？”引發大阪精神障礙者家屬聯合會的強烈抗議，隨後大阪精神障礙者家屬聯合會向更多部門提出抗議，造成朝日電視台被迫道歉之後，諸如“瘋子”（きちがい）一類的字眼，自此成為各大電視台的禁忌用語。
而第24集「狂鬼人」由於劇情中有犯人使用「腦波調整機」以人工方式造成暫時性精神失常，幫助想復仇之人完成復仇行動，並藉「精神失常」為由得以逃脫刑責的內容，製作方認為對於罹患精神疾病的患者造成歧視，由於擔心遇到與1974年類似的情況，因此自行封殺。於1977年關西電視台重播時就已經跳過此集，更自1984年於岡山放送重播之後至今完全未再播出，影音軟體方面也只在1983年（VHS錄影帶版）、1991年及1995年（均為LD版本，但95年的全集收錄套裝版在發售當時官方雖以「音轨混合问题」為由立刻回收，但仍有部分商品流入市面）推出時曾經收錄，之後的各種《怪奇大作戰》影音軟體中均未收錄此集，因此本集如今已被視為「從缺」。

## 片尾曲
- 恐怖の町（恐怖之城）

作詞：金城哲夫、作曲：山本直純、演唱：サニー‧トーンズ

## 翻拍作品
- 《怪奇事件特捜チームS・R・I 嗤う火だるま男》怪奇特搜部SRI-火焰魔法男子

2004年6月於BS FUJI的特別節目時段播出，使用了原典版設定的電視劇。
- 《怪奇大作戦 セカンドファイル》怪奇大作戰-第二檔案

2007年4月於NHK數位衛星高畫質頻道BS-hi播出的續篇形式電視劇，全3集。
| 播出日        | 集數 | 各集標題                      | 編劇       | 導演     | 特殊技術 | 謎底         |
| ------------- | ---- | ----------------------------- | ---------- | -------- | -------- | ------------ |
| 2007年 4月2日 | 1    | 宙斯的利爪 （ゼウスの銃爪）   | 中野貴雄   | 円谷一夫 | 鹿角剛司 | 天基衛星武器 |
| 4月9日        | 2    | 昭和幻燈小巷 （昭和幻燈小路） | 実相寺昭雄 | 円谷一夫 | 鹿角剛司 | 死前念力     |
| 4月6日        | 3    | 吃人樹 （人喰い樹）           | 小林雄次   | 円谷一夫 | 鹿角剛司 | 生物武器     |
- 《怪奇大作戦 ミステリー・ファイル》怪奇大作戰-神祕檔案

2013年10月至11月期間由NHK BS Premium播出的電視劇。與前作《∼セカンドファイル》在演職員方面完全變更，並非直接的續作，全4集。
| 播出日         | 集數 | 各集標題                              | 編劇     | 導演     | 特殊技術 | 謎底                               |
| -------------- | ---- | ------------------------------------- | -------- | -------- | -------- | ---------------------------------- |
| 2013年 10月5日 | 1    | 血球 （血の玉）                       | 小林弘利 | 大岡新一 | 中田彰輝 | 光學迷彩無人機 大型冬蟲夏草        |
| 10月12日       | 2    | 爬行地面的女王 （地を這う女王）       | 中野貴雄 | 大岡新一 | 中田彰輝 | 螞蟻控制裝置                       |
| 11月9日        | 3    | 黑暗中蠢動的美少女 （闇に蠢く美少女） | 黒沢久子 | 大岡新一 | 中田彰輝 | 基因改造人                         |
| 11月16日       | 4    | 深淵窺視者 （深淵を覗く者）           | 小林弘利 | 大岡新一 | 中田彰輝 | 龍捲風產生器 大型微波炮 熱能聚焦鏡 |